# Hydrochronometer

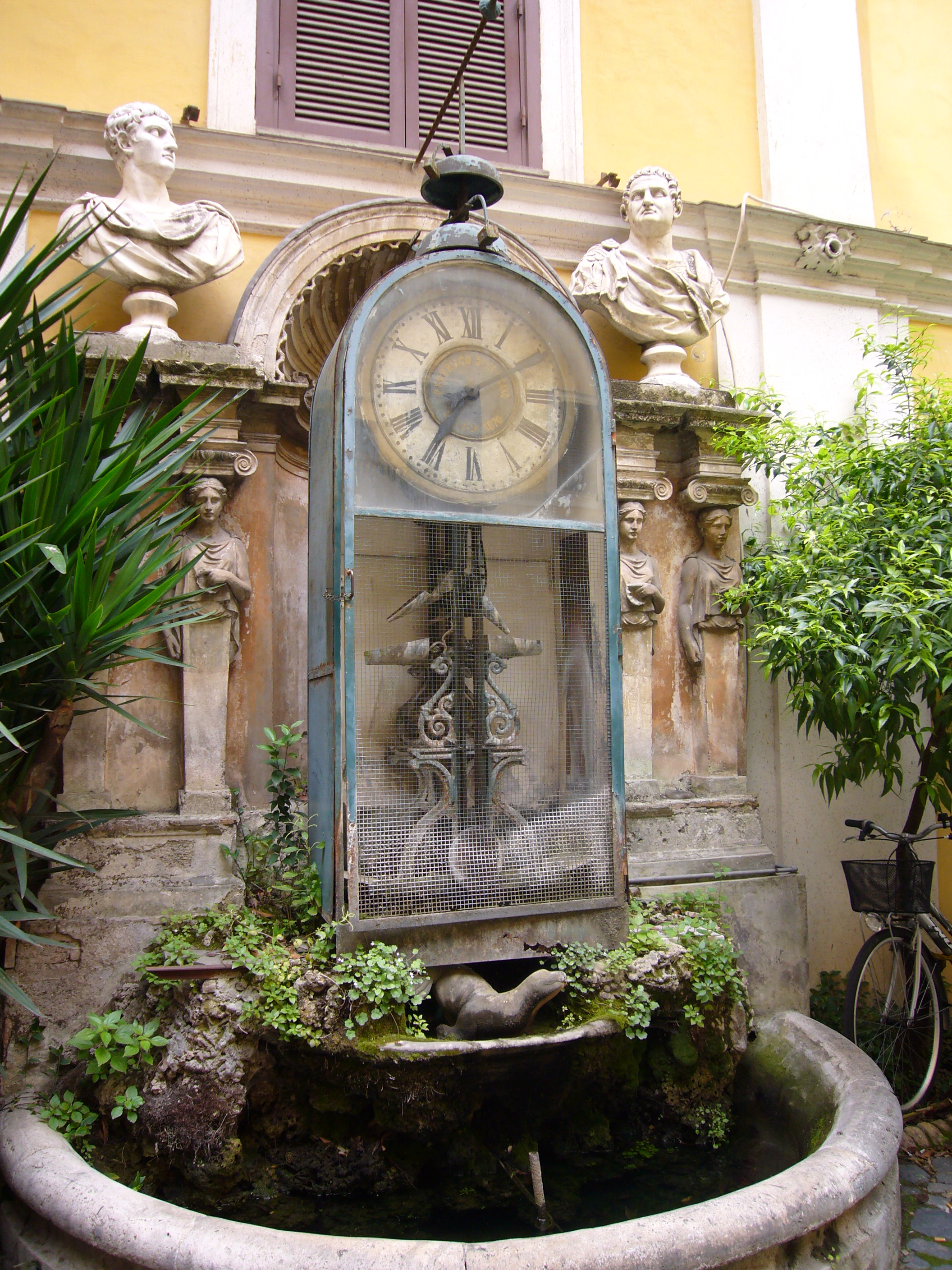
Hydrochronometer im Garten des Palazzo Berardi, Rom

Ein Hydrochronometer ist eine Art Wasseruhr. Es hat die Form eines hölzernen Gipfels, welcher aus drei aus Gusseisen gemachte Stäben besteht, während seine vier Ziffernblätter von jeder Seite zu sehen sind.
Im Jahr 1867 entwickelte Fr. Giovan Battista Embriaco, O. P., Erfinder und Professor der Päpstlichen Universität Heiliger Thomas von Aquin in Rom, ein Hydrochronometer und schickte es zur Weltausstellung 1867, auf der es viele Preise gewann.
Ein Hydrochronometer wurde auf dem Pincio in Rom auf dem Palazzo Berardi erbaut. Im Jahr 1873 war die Uhr in Rom und wurde in die Villa Borghese in einen Brunnen – welcher von dem Architekten Gioacchino Ersoch entworfen wurde – gestellt.
Es steht immer noch dort und funktioniert ununterbrochen.
Im Juni 2007, nach zwei Jahren Restaurierung bei der ELIS School, wurde die Uhr vom Bürgermeister von Rom wieder zum Laufen gebracht.